# Ôsmy svetadiel
Ôsmy svetadiel (magyarul: Nyolcadik kontinens) az Elán együttes bemutatkozó nagylemeze 1981-ből, amely Csehszlovákiában jelent meg.

## Kiadásai
- 1981 LP
- 1992 CD

## Dalok
1. Bláznivé hry (Patejdl – Jursa) – 2:01
2. Koľko a čo za to (Ráž – Filan) – 2:55
3. Mláďatá (Patejdl - Filan) – 3:59
4. Čakám ťa láska (Patejdl - Jursa) – 4:35
5. Kaskadér (Patejdl – Zeman) – 3:52
6. Belasý let (Patejdl - Jursa) – 3:36
7. Mám chuť na niečo chladené (Baláž - Jursa) – 2:34
8. Chcel by som ti šepkať (Farkaš - Filan) – 4:52
9. Spievam rock'n'roll si každý deň (Patejdl - Baláž) – 3:19
10. Ja viem (Patejdl - Jursa) – 3:55
11. Ona je dokonalá (Jursa) – 3:28
12. Ôsmy svetadiel (Ráž - Filan) – 4:08

## Az együttes tagjai
- Jožo Ráž – basszusgitár, ének
- Vašo Patejdl – billentyűs hangszerek, ének
- Zdeno Baláž – dobok
- Juraj Farkaš – szólógitár, ének
- Jano Baláž – szólógitár, ének